# Fitou
Fitou är en kommun i departementet Aude i regionen Occitanien  i södra Frankrike. Kommunen ligger  i kantonen Sigean som ligger i arrondissementet Narbonne. År 2022 hade Fitou 1 147 invånare.

## Befolkningsutveckling
Antalet invånare i kommunen Fitou
Referens: INSEE